# Liste der Universitäten in Montana
Liste von Universitäten und Colleges im US-Bundesstaat Montana:
- Carroll College
- University of Great Falls
- Montana State University System
  - Montana State University – Billings
  - Montana State University – Bozeman
  - Montana State University – Northern
- University of Montana System
  - University of Montana – Missoula
  - Montana Tech of The University of Montana
  - University of Montana – Helena College of Technology
  - University of Montana – Western
- Rocky Mountain College
- Salish Kootenai College